# Marie-Clotilde de Savoie
Pour les articles homonymes, voir Clotilde, princesse de Savoie.
Titre
Épouse du prétendant bonapartiste au trône de France
30 janvier 1879 – 17 mars 1891
(12 ans, 1 mois et 15 jours)
Marie-Clotilde de Savoie, princesse de Sardaigne puis par son mariage princesse Napoléon, est née le 2 mars 1843 à Turin et morte le 25 juin 1911 à Moncalieri. Fille aînée du roi Victor-Emmanuel II d’Italie, elle est l'épouse de Napoléon-Jérôme Bonaparte et mère du prétendant bonapartiste au trône impérial de France Victor Napoléon.
La cause de sa béatification a été introduite par l'archevêque de Turin en 1936.

## Famille
Marie-Clotilde est la fille aînée de Victor-Emmanuel II (1820-1878), duc de Savoie, roi de Sardaigne et prince de Piémont, qui devient le premier roi d’Italie en 1861, et de l’archiduchesse Adélaïde d’Autriche (1822-1855). Par son père, la princesse appartient à la maison de Savoie et compte pour ancêtres les ducs de Savoie tandis que par sa mère Adélaïde, qui a pour grand-père l’empereur Léopold II du Saint-Empire, Marie-Clotilde se rattache aussi à la maison de Habsbourg-Lorraine.

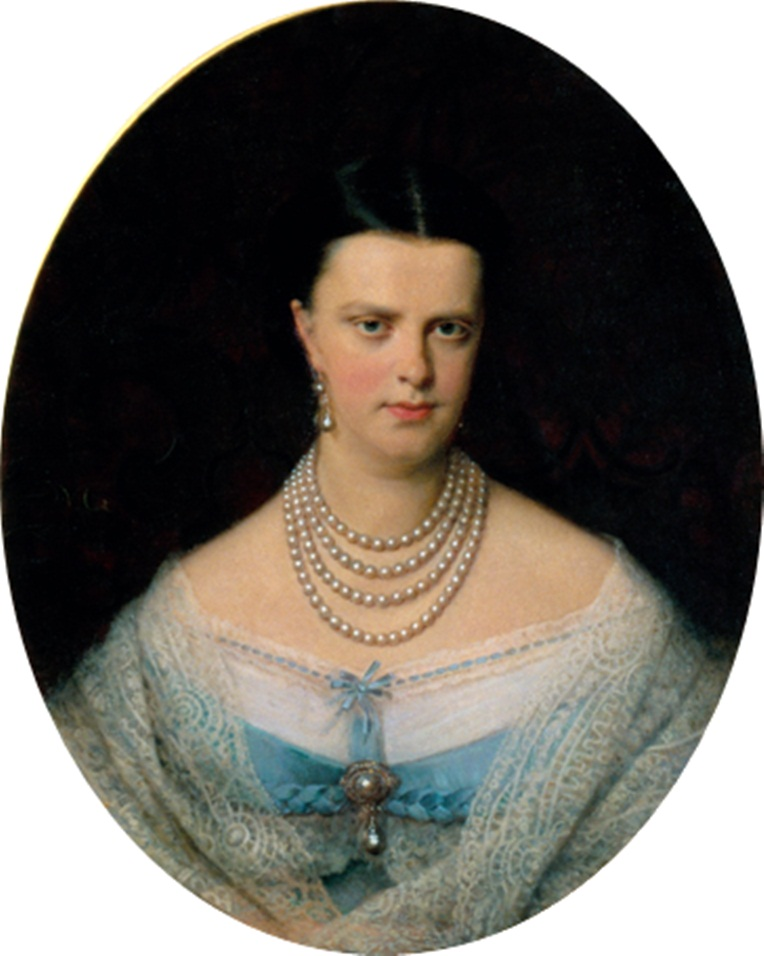
Marie-Clotilde de Savoie.

Née le 2 mars 1843, Marie-Clotilde est l’aînée d’une fratrie de huit enfants — dont trois meurent en bas âge — vouée à des destinées royales en Europe :
- Humbert de Savoie, de près de deux ans son cadet, est à la suite de son père le deuxième roi d’Italie sous le nom de règne d’Humbert Ier ;
- Amédée, duc d’Aoste, est un éphémère roi d’Espagne (1870-1873) sous le nom d’Amédée Ier ;
- Oddone, lourdement handicapé, reste duc de Montferrat ;
- et Marie-Pie épouse en 1862 Louis Ier de Portugal.

L’union scellée le 30 janvier 1859 à Turin (royaume de Sardaigne) entre la princesse et le prince Napoléon donne à la maison Bonaparte de possibles héritiers à la Couronne impériale :
1. Victor Bonaparte (1862-1926), qui devient à la mort du prince impérial en 1879 le prétendant bonapartiste au trône impérial ; il épouse en 1910 la princesse Clémentine de Belgique (les prétendants actuels descendent de ce couple).
2. Louis Bonaparte (1864-1932), qui s’oriente vers une carrière militaire en France, en Italie et en Russie ; sans descendance.
3. Marie-Laëtitia Bonaparte (1866-1926) : en 1888, son oncle Amédée de Savoie, duc d’Aoste l’épouse en secondes noces. Leur fils unique, Humbert de Savoie, comte de Salemi meurt au combat en 1918.

## Biographie

### De princesse de Savoie à princesse Napoléon
Clotilde perdit sa mère à l’âge de douze ans et malgré son jeune âge, prit très à cœur son rôle d’aînée, ce qui la conduisit à développer son sens des responsabilités. Dès l’adolescence, elle montra un caractère ferme et réfléchi, peu sensible aux distractions et aux divertissements. La religion prit une place prépondérante dans sa vie, très tôt réglée par une grande discipline,. 
Afin de lutter contre la puissance autrichienne dans les provinces italophones de l’empire, le roi de Sardaigne Victor-Emmanuel II recherchait un appui de la France. De son côté, Napoléon III, qui était considéré comme un « parvenu » par les cours européennes, recherchait une « union royale » pour asseoir sa légitimité. Lors de l’entrevue secrète de Plombières du 21 juillet 1858 entre le comte de Cavour, principal ministre du roi de Sardaigne, et l’empereur Napoléon III, la question d’un mariage princier fut évoquée, en gage de l’alliance entre les deux nations ; l’union d’un prince de la maison Bonaparte et d’une princesse de la maison de Savoie a été envisagée.

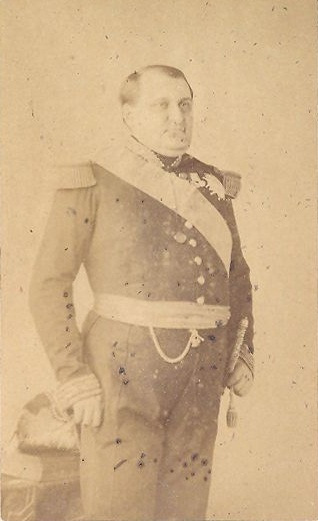
Le prince Napoléon (1865)

Pour l’heure, les seuls candidats possibles au mariage étaient d’un côté un cousin de l’empereur, le prince Napoléon-Jérôme, âgé de trente-six ans, fils de Jérôme Bonaparte, ancien roi de Westphalie et de la princesse Catherine de Wurtemberg, et de l’autre la fille aînée du roi Victor-Emmanuel et de feu la reine Adélaïde d’Autriche, la princesse Clotilde de Savoie, âgée de quinze ans. La princesse n’avait pas encore atteint l’âge nubile et il fallut attendre une année avant de pouvoir célébrer les noces. On parla alors du « mariage d’un éléphant et d’une gazelle ».

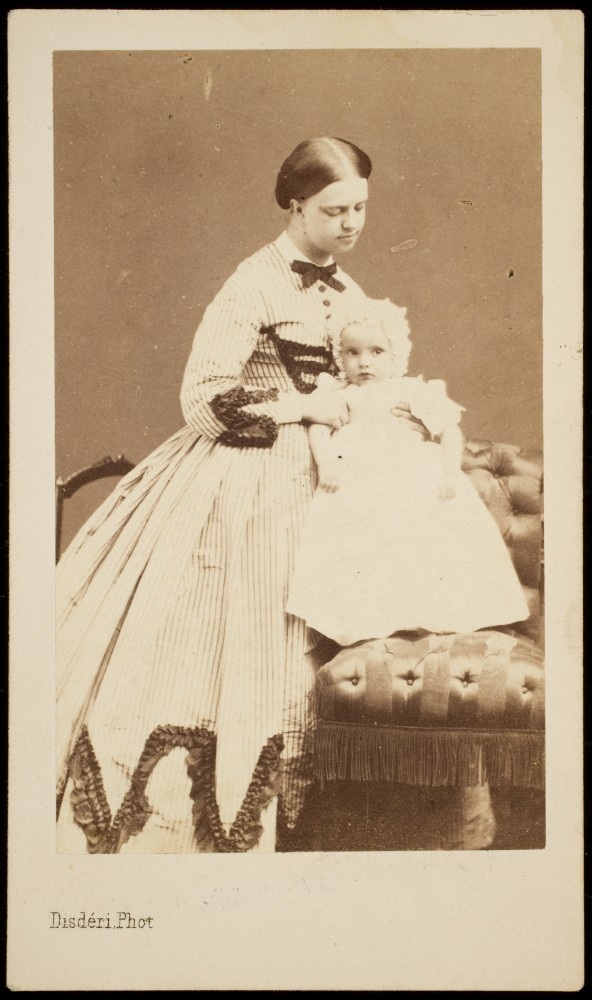
La princesse Clotilde et son fils Victor (1863).

Le promis de vingt-et-un ans son aîné s’était fait remarquer au début du second Empire par ses positions anticléricales et ses idées démocratiques qui lui avaient valu le surnom de « prince rouge ». Dirigeant l’aile gauche du mouvement bonapartiste et constitutionnel, le prince Napoléon n’était pas moins imposant, mécréant et jouisseur, quand la promise était frêle, pieuse et dotée d’un sens profond de ses devoirs. De plus, le prince aimait le luxe et la vie mondaine quand la princesse désirait une vie retirée consacrée à sa famille. Pourtant, la princesse, très pénétrée de son devoir de princesse, soucieuse d'aider son père et sa patrie, et désireuse de ramener à Dieu une âme qu'elle savait très éloignée de la religion, donna son consentement plein et entier. Elle fit part de son acceptation après une retraite d'une semaine en septembre 1858.
Le mariage eut lieu le 30 janvier 1859 à Turin et plusieurs princes naquirent de cette union : le prince Victor en 1862, le prince Louis Bonaparte en 1864 et la princesse Marie-Laëtitia en 1866.
À la cour impériale, la princesse Marie-Clotilde tint son rang avec dignité, mais son absence de coquetterie fut vite remarquée et parfois critiquée. Elle préférait utiliser le budget alloué à sa toilette aux bonnes œuvres et demanda à sa dame d'honneur : « J’ai cent mille francs à dépenser par an pour ma toilette. C’est beaucoup trop pour moi. Vous me ferez plaisir, Madame, en diminuant le budget de la vanité pour augmenter d’autant celui de la charité,. »
Alors qu'elle vivait avec son époux au Palais-Royal sous le Second Empire, la religion était toujours sa préoccupation principale. Ainsi, en 1860, lors de la mort du roi Jérôme, elle se sentit investie d’une responsabilité particulière : à l’annonce du déclin de son beau-père, elle se précipita auprès de lui afin de l’accompagner dans la mort ; le frère de Napoléon mourut dans son château de Villegenis. Clotilde écrivit aussitôt à son ancienne gouvernante : « Il est mort ayant reçu les sacrements […]. Après il a revu son curé de campagne, qui lui a donné l’absolution in articulo mortis et il a reçu l’extrême onction, vingt-quatre heures avant d’expirer du cardinal archevêque. » Julie Bonaparte fait allusion à sa « conduite admirable » en cette circonstance.
Surnommée l’ange du Palais-Royal, elle allait à la messe tous les matins dans sa chapelle privée et le dimanche à « chère paroisse de Saint-Roch ».
La piété de Clotilde tournée vers le culte eucharistique et vers le Sacré-Cœur détonait dans l’atmosphère brillante de la cour impériale même si l’impératrice Eugénie se voulait elle aussi catholique mais dans un genre moins austère, moins discret et plus politique. Les deux femmes eurent du mal à s‘entendre, même si elles partageaient la même inquiétude sur le sort du souverain pontife Pie IX menacé par l’unité italienne.
Elle fut cependant aimée des proches du prince Napoléon, qui partageaient pourtant ses orientations anticléricales, comme George Sand ou Ernest Renan, qui lui reconnaissaient des qualités de cœur et de bon sens,.

### Après la chute du Second Empire
En 1870, alors que l’empereur fut fait prisonnier des Prussiens, que la république fut proclamée à Paris et que l’impératrice et les membres de la famille impériale cherchèrent à fuir, la princesse Marie-Clotilde resta chez elle, ne craignant pas de sortir dans un carrosse portant ostensiblement ses armes.
La princesse fut cependant contrainte de quitter la France. N'ayant plus à assumer les charges de représentation à la cour, elle put se consacrer davantage à la dévotion et aux bonnes œuvres. Après son départ de Paris, la princesse écrivit ces quelques lignes sur un feuillet : « Ma vie sera désormais une immolation la plus complète. Immolation du corps, du cœur, des affections, de tout pour vôtre amour, Ô mon Jésus. » Le 14 mai 1872, elle fit profession dans le tiers-ordre de Saint-Dominique, sous le nom de sœur Marie-Catherine du Sacré-Cœur.
Elle se réfugia d’abord en Suisse à Prangins puis à la mort de son père en 1878, elle retourna en Italie et s’installa avec sa fille la princesse Laëtitia au château de Moncalieri, près de Turin. À partir de cette date, la princesse se retira du monde et ses journées furent entièrement consacrées à l’exercice de sa piété : offices, visites aux malades, aides aux pauvres, secours aux femmes en couches. Cette vie lui valut le surnom de « sainte de Moncalieri ».
En 1879, la mort du prince impérial fait de son mari l’aîné des Bonaparte et le  prétendant au trône impérial français. Cependant, par ses opinions et son anticléricalisme, celui qui était appelé « Plon-Plon » fut rejeté par les bonapartistes qui lui préfèrent son fils aîné, le prince Victor. Le prince Napoléon refusa cet état de fait et, malgré l’intervention de son épouse, se brouilla avec son fils. Il mourut en 1891. 
Entre-temps en 1888, la princesse maria sa fille Laëtitia à son frère Amédée, l’ancien roi d’Espagne ; celui-ci décéda prématurément deux ans plus tard. 
En 1891, lors de la mort du prince Napoléon, elle se précipita pour réaliser ce qu’elle s’était toujours promis : ramener l’âme de son mari à Dieu. Elle y parvint : quatre jours avant sa mort, il prononçait son abjuration entre les mains de Mgr Mermillod, évêque de Lausanne et de Genève. Dans sa cause de béatification, fut d'ailleurs explicitement invoquée comme motif de son mariage, le désir d'aider en matière religieuse un homme qu'elle croyait incroyant,.
Elle ne conserva de relations suivies qu’avec sa belle-sœur la duchesse Maria-Vittoria d’Aoste et avec sa sœur Maria-Pia de Portugal. Elle eut la joie de voir en 1910 le mariage de son fils Victor avec Clémentine de Belgique qui avait dû attendre la mort du roi des Belges Léopold II, hostile à ce projet.
La princesse Clotilde mourut en 1911 à Moncallier à l’âge de 68 ans. Ses funérailles furent célébrées à la Gran Madre di Dio de Turin avant son inhumation à la Superga.
À sa mort, Émile Ollivier souhaita lui rendre hommage dans Le Figaro : « Toujours et partout, je l’ai trouvée la même, d’une dignité simple, d’une égalité d’humeur inaltérable […]. Un peu détachée comme une âme qui est ailleurs, elle avait sur les choses réelles de leurs profondes […]. J’ai été frappé de l’acuité, de la solidité de son bon sens. Son jugement composé de droiture et de finesse, était d’une sûreté infaillible. Cette droiture venait d’une conscience très religieuse et cette finesse était l’héritage de sa race royale. »

## Cause de béatification et canonisation
Vingt-cinq ans après la mort de la princesse, l’archevêque de Turin introduisait sa cause de béatification au niveau diocésain.
Le 10 juillet 1942, le Pape Pie XII déclarait Maria Clotilde princesse Serviteur de Dieu et la cause de sa béatification continue,.

## Ascendance
|  |                                           |  |  |  |  |  |  |  |  |  |  |  |  |
|  | 8. Charles-Emmanuel de Savoie-Carignan    |  |  |  |  |  |  |  |  |  |  |  |  |
|  |                                           |  |  |  |  |  |  |  |  |  |  |  |  |
|  |                                           |  |  |  |  |  |  |  |  |  |  |  |  |
|  | 4. Charles-Albert de Sardaigne            |  |  |  |  |  |  |  |  |  |  |  |  |
|  |                                           |  |  |  |  |  |  |  |  |  |  |  |  |
|  |                                           |  |  |  |  |  |  |  |  |  |  |  |  |
|  | 9. Marie-Christine de Saxe                |  |  |  |  |  |  |  |  |  |  |  |  |
|  |                                           |  |  |  |  |  |  |  |  |  |  |  |  |
|  |                                           |  |  |  |  |  |  |  |  |  |  |  |  |
|  | 2. Victor-Emmanuel II                     |  |  |  |  |  |  |  |  |  |  |  |  |
|  |                                           |  |  |  |  |  |  |  |  |  |  |  |  |
|  |                                           |  |  |  |  |  |  |  |  |  |  |  |  |
|  | 10. Ferdinand III de Toscane              |  |  |  |  |  |  |  |  |  |  |  |  |
|  |                                           |  |  |  |  |  |  |  |  |  |  |  |  |
|  |                                           |  |  |  |  |  |  |  |  |  |  |  |  |
|  | 5. Marie-Thérèse de Habsbourg-Toscane     |  |  |  |  |  |  |  |  |  |  |  |  |
|  |                                           |  |  |  |  |  |  |  |  |  |  |  |  |
|  |                                           |  |  |  |  |  |  |  |  |  |  |  |  |
|  | 11. Louise de Bourbon-Siciles             |  |  |  |  |  |  |  |  |  |  |  |  |
|  |                                           |  |  |  |  |  |  |  |  |  |  |  |  |
|  |                                           |  |  |  |  |  |  |  |  |  |  |  |  |
|  | 1. Marie-Clotilde de Savoie               |  |  |  |  |  |  |  |  |  |  |  |  |
|  |                                           |  |  |  |  |  |  |  |  |  |  |  |  |
|  |                                           |  |  |  |  |  |  |  |  |  |  |  |  |
|  | 12. Léopold II                            |  |  |  |  |  |  |  |  |  |  |  |  |
|  |                                           |  |  |  |  |  |  |  |  |  |  |  |  |
|  |                                           |  |  |  |  |  |  |  |  |  |  |  |  |
|  | 6. Rainier d'Autriche                     |  |  |  |  |  |  |  |  |  |  |  |  |
|  |                                           |  |  |  |  |  |  |  |  |  |  |  |  |
|  |                                           |  |  |  |  |  |  |  |  |  |  |  |  |
|  | 13. Marie-Louise d'Espagne                |  |  |  |  |  |  |  |  |  |  |  |  |
|  |                                           |  |  |  |  |  |  |  |  |  |  |  |  |
|  |                                           |  |  |  |  |  |  |  |  |  |  |  |  |
|  | 3. Adélaïde de Habsbourg-Lorraine         |  |  |  |  |  |  |  |  |  |  |  |  |
|  |                                           |  |  |  |  |  |  |  |  |  |  |  |  |
|  |                                           |  |  |  |  |  |  |  |  |  |  |  |  |
|  | 14=8. Charles-Emmanuel de Savoie-Carignan |  |  |  |  |  |  |  |  |  |  |  |  |
|  |                                           |  |  |  |  |  |  |  |  |  |  |  |  |
|  |                                           |  |  |  |  |  |  |  |  |  |  |  |  |
|  | 7. Élisabeth de Savoie-Carignan           |  |  |  |  |  |  |  |  |  |  |  |  |
|  |                                           |  |  |  |  |  |  |  |  |  |  |  |  |
|  |                                           |  |  |  |  |  |  |  |  |  |  |  |  |
|  | 15=9. Marie-Christine de Saxe             |  |  |  |  |  |  |  |  |  |  |  |  |
|  |                                           |  |  |  |  |  |  |  |  |  |  |  |  |
|  |                                           |  |  |  |  |  |  |  |  |  |  |  |  |

## Titulature
- 2 mars 1843 — 30 janvier 1859 : Son Altesse royale la princesse Marie-Clotilde de Savoie ;
- 30 janvier 1859 — 25 juin 1911 : Son Altesse impériale la princesse Napoléon.